# فولمینات جیوه (II)
فولمینات جیوه (II) (به انگلیسی: Mercury(II) fulminate)، معروف به جیوه آتش‌زا با فرمول شیمیایی Hg(CNO)۲ یک ترکیب شیمیایی با شناسه پاب‌کم ۱۱۰۲۲۴۴۴ است. که جرم مولی آن ۲۸۴٫۶۲۴ g/mol می‌باشد. شکل ظاهری این ترکیب، بلورهای جامد خاکستری است. تجزیه حرارتی فولمینات جیوه (II) می‌تواند در دمای زیر 100 درجه سانتی گراد شروع شود گرچه با بالاتر رفتن دما، سرعت تجزیه بیشتر خواهد شد. با تجزیه آن گاز دی اکسید کربن، گاز نیتروژن و نمک های جیوه نسبتا پایدار به‌وجود می آید. 

## در فرهنگ عامه
این ماده در فصل اول سریال بریکینگ بد مورد استفاده قرار گرفته که البته صحت علمی یا اغراق آن مورد بحث است. 